# Horvát férfi kézilabda-válogatott
A horvát férfi kézilabda-válogatott Horvátország nemzeti csapata, melyet a Horvát Kézilabda-szövetség irányít. A csapat beceneve: Kauboji (cowboy-ok). A legtöbb válogatottsággal Igor Vori rendelkezik.

## Eredmények nemzetközi tornákon
A válogatott viszonylag rövid történelme ellenére a horvát csapat már elért jó néhány jelentős eredményt. Az 1990-es években felállhattak a dobogó harmadik fokára az 1994-es Európa-bajnokságon illetve másodikak lettek az 1995-ös világbajnokságon, mielőtt aranyérmet nyertek az 1996-os nyári olimpián.
A sikerek után egy hosszabb időszak következett jelentősebb eredmény nélkül. A világ elitjébe a 2003-as világbajnokság után tértek vissza, amit megnyertek Ivano Balić vezetésével, akit még ebben az évben a világ legjobbjának választottak.
A 2004-es esztendőben először negyedik helyen végeztek az Európa-bajnokságon majd második olimpiai címüket begyűjtve veretlenül diadalmaskodtak az olimpián. A győzelem után egyértelművé vált, hogy az egyik fő esélyesei a 2005-ös tunéziai világbajnokságnak, ahol egészen a döntőig meneteltek, de ott kikaptak a spanyoloktól.
2006-ban negyedik helyen végeztek a kontinensviadalon. A középdöntőbeli csoportjukat megnyerve bejutottak az elődöntőbe, ahol Franciaország ellen a döntőbe jutásért, Dánia ellen pedig a harmadik helyért játszandó mérkőzésen szenvedtek vereséget.
A 2007-es németországi világbajnokságon az ötödik helyet szerezték meg, mivel a negyeddöntőben kiestek a franciák ellen. Horvátország volt az egyike azon nemzeteknek, amelyek a legjobb kézit játszották a tornán.
A 2008-as Európa-bajnokságon másodikak lettek, miután a döntőben vereséget szenvedtek Dániától. A horvátoknak sok gondjuk volt az Eb alatt. Ezek közé tartozott kulcsjátékosaik sérülései és a dánok elleni súlyos vereség. A középdöntőben játszandó utolsó meccsükön döntetlent értek el a házigazda Norvégiával szemben és bejutottak a legjobb négy közé, ahol a franciákat legyőzve ismét döntőt játszottak.

## Európa-bajnokság
- 1994 - 3. hely
- 1996 - 5. hely
- 1998 - 8. hely
- 2000 - 6. hely
- 2002 - 16. hely
- 2004 - 4. hely
- 2006 - 4. hely
- 2008 - 2. hely
- 2010 - 2. hely
- 2012 - 3. hely
- 2014 - 4. hely
- 2016 - 3. hely
- 2018 - 5. hely
- 2020 - 2. hely
- 2022 - 8. hely
- 2024 - 11. hely

## Világbajnokság
- 1938–1990 – Nem indult[1]
- 1993 – Nem jutott be
- 1995 – 2. hely
- 1997 – 13. hely
- 1999 – 10. hely
- 2001 – 9. hely
- 2003 – 1. hely
- 2005 – 2. hely
- 2007 – 5. hely
- 2009 – 2. hely
- 2011 – 5. hely
- 2013 – 3. hely
- 2015 – 6. hely
- 2017 – 4. hely
- 2019 – 6. hely
- 2021 – 15. hely
- 2023 – 9. hely
- 2025 – 2. hely

## Olimpia
- 1972–1988 – Nem indult[1]
- 1992 – Nem indult a selejtezőkben
- 1996 – 1. hely
- 2000 – Nem jutott be
- 2004 – 1. hely
- 2008 – 4. hely
- 2012 – 3. hely
- 2016 – 5. hely
- 2020 – Nem jutott be
- 2024 – 9. hely